# Thomas Dewey
Thomas Edmund Dewey (Owosso, Michigan, 24 maart 1902 – Bal Harbour (Florida), 16 maart 1971) was een Amerikaans politicus voor de Republikeinse Partij.

## Levensloop

### Vroege carrière
Dewey werd geboren in Owosso in Michigan. Hij studeerde rechten aan de Columbia University in New York, waar hij na zijn afstuderen ook ging werken als advocaat. In 1933 werd hij benoemd tot officier van justitie, eveneens in New York. Twee jaar later kreeg hij de titel ‘special prosecutor in New York County’, die speciaal voor hem was gecreëerd. In die functie bond hij vooral de strijd aan met de maffia en andere gangsters. Onder hen leefde zelfs een plan om Dewey te vermoorden. Dutch Schultz, de bedenker van het plan, was in eerste instantie vrijgesproken van een aanklacht wegens belastingontduiking, maar Dewey bleef belastend materiaal tegen hem verzamelen. Voor hij zijn plan ten uitvoer kon brengen, werd Schultz vermoord door collega-gangsters, die meenden dat de dood van een publieke figuur als Dewey alleen maar verkeerd kon uitpakken voor het New Yorkse gangsterdom.
Deweys grootste succes was dat hij Lucky Luciano, een van de meest invloedrijke maffiosi, achter de tralies wist te krijgen. Het bleek niet mogelijk Luciano veroordeeld te krijgen wegens moord of afpersing; niemand durfde tegen hem te getuigen. Bij het proces werd hem een heel ander misdrijf ten laste gelegd. Dewey wist drie prostituees zo ver te krijgen dat ze tegen Luciano getuigden. Uiteindelijk werd hij veroordeeld voor het opzetten van een illegaal prostitutienetwerk.

### Gouverneur
In 1942 werd Dewey gekozen tot gouverneur van de staat New York. Hij werd twee maal herkozen, in 1946 en 1950. Als gouverneur wist hij wetten aangenomen te krijgen die discriminatie op grond van ras verboden, bij de overheidsinstanties binnen de staat, bij het bedrijfsleven en in het onderwijs. In 1948 stichtte hij de State University of New York. Ondanks oppositie van de New Yorkse Democraten, die het geld liever elders besteed zagen, lukte het hem de aanleg van een tolweg door te drukken, die in 1964 de naam Governor Thomas E. Dewey Thruway kreeg. De weg is nog steeds een van de drukste tolwegen in de Verenigde Staten.
Dewey was er zeer trots op dat hij erin slaagde een overschot op de begroting van de staat te bewerkstelligen. In een toespraak die hij in 1945 hield tijdens het diner van de Gridiron Club in Washington D.C. zei hij: ‘We have in New York a surplus of something over $400 million. For the information of the Democrats present, a surplus is an excess of receipts over expenditures.’ (‘We hebben in New York een overschot van iets meer dan 400 miljoen dollar. Ter informatie van de Democraten onder mijn gehoor: een overschot is een positief verschil tussen inkomsten en uitgaven.’)

### Presidentskandidaat

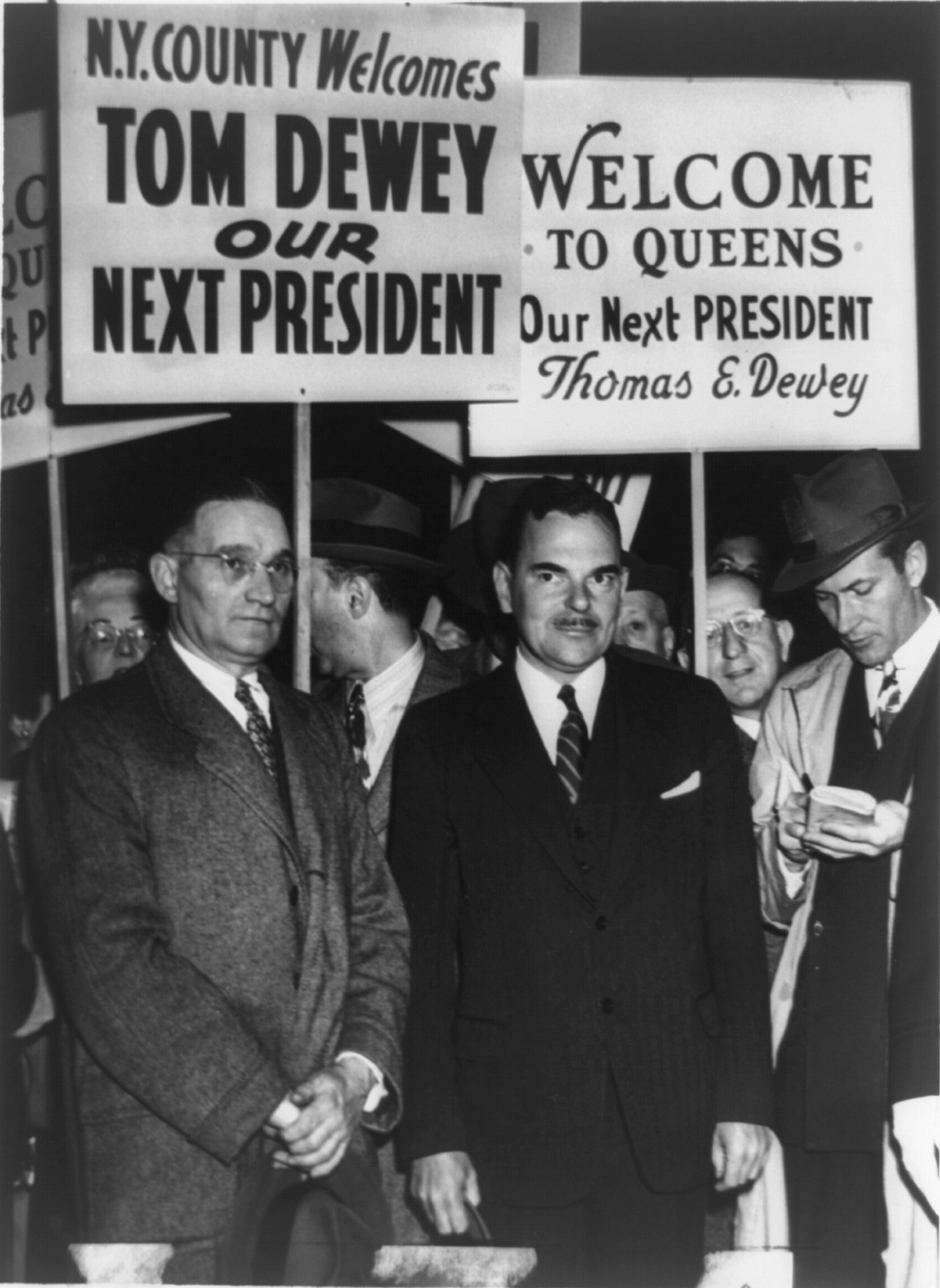
Dewey tijdens de campagne voor het presidentschap in 1948

In 1940 probeerde Dewey tevergeefs de Republikeinse nominatie voor het presidentschap te verwerven. Hij verloor echter van Wendell Willkie, die op zijn beurt werd verslagen door de zittende en immens populaire president Franklin D. Roosevelt. Waar Dewey in 1940 nog een isolationistisch standpunt innam, bepleitte hij later een actieve rol van de VS in de wereld. Hij steunde het Marshallplan, de Trumandoctrine, Israël als onafhankelijke staat en de hulp aan Berlijn door een luchtbrug tijdens de blokkade. Op het terrein van de buitenlandse politiek stond hij dichter bij de Democraten dan bij de rechtervleugel van zijn eigen partij, geleid door Robert Taft.
In 1944 lukte het hem wel Republikeins kandidaat bij de presidentsverkiezingen te worden, die hij ruim verloor van Franklin D. Roosevelt.
In 1948 was hij opnieuw kandidaat (met Earl Warren als kandidaat voor het vicepresidentschap) en het had er alle schijn van dat hij de verkiezingen zou winnen; alle opiniepeilingen gaven hem een comfortabele voorsprong op zijn rivaal, de zittende president Harry S. Truman. Dewey en zijn adviseurs waren van mening dat er maar één ding nodig was om de voorsprong niet te verspelen: geen fouten maken. Dus vermeed Dewey in zijn toespraken zorgvuldig elke controverse. Hij nam zijn toevlucht tot platitudes. The Louisville Courier-Journal vatte zijn toespraken als volgt samen: "Agriculture is important. Our rivers are full of fish. You cannot have freedom without liberty. Our future lies ahead."
Truman daarentegen voerde een agressieve campagne, waarin hij vooral het Amerikaanse Congres aanviel, dat in beide kamers een Republikeinse meerderheid had, die regelmatig zijn plannen blokkeerde. Voortdurend fulmineerde hij tegen het ‘Do Nothing Congress’. Ook viel hij regelmatig zijn tegenstander aan, terwijl Dewey dat juist zorgvuldig probeerde te vermijden.
Sommige kranten hadden in hun eerste edities na de verkiezingen reeds Deweys vermeende overwinning op de voorpagina gezet, waaronder de Chicago Tribune met de paginabrede kop "Dewey defeats Truman". Nadat de stemmen waren geteld, bleek echter Truman de race om het Witte Huis te hebben gewonnen.

### Man achter de schermen
In 1952 steunde Dewey de kandidatuur van Dwight D. Eisenhower. Eisenhower liet zich maar moeilijk overhalen om zich kandidaat te stellen; Dewey was een van degenen die hem over de streep trokken. Daarna speelde hij een essentiële rol bij het overtuigen van de Republikeinse conventie om voor Eisenhower te kiezen en niet voor Robert Taft. Dewey was ook degene die Richard Nixon voorstelde als vicepresident.
Hoewel hij steeds weigerde een officiële adviseursfunctie te aanvaarden, diende hij de presidenten Eisenhower, Lyndon B. Johnson en Richard Nixon af en toe van advies. Hij maakte Johnson tijdens de verkiezingscampagne van 1964 attent op Hubert Humphrey (die overigens een persoonlijke vriend van Dewey was) als geschikte kandidaat voor het vicepresidentschap.
Toen hij in 1954 vertrok als gouverneur van New York, trad hij toe tot het advocatenkantoor Ballantine, Bushby, Palmer & Wood. De naam werd Dewey, Ballantine, Bushby, Palmer & Wood (in 1990, lang na de dood van Dewey, ingekort tot Dewey Ballantine). Hij overleed in 1971 onverwachts aan een hartinfarct tijdens een golfvakantie in Florida.
- Bibsys: 90953533
- Bibliothèque nationale de France: cb12322621g (data)
- CiNii: DA03437898
- Gemeinsame Normdatei: 118671766
- International Standard Name Identifier: 0000 0001 2121 1999
- Library of Congress Control Number: n79021469
- MusicBrainz: 1731133f-3c4a-47d8-ab79-26c5c7e0ce5d
- National Archives and Records Administration: 10581886
- Bibliotheek van het Japanse parlement: 00620578
- Nationale Bibliotheek van Israël: 987007276527305171
- Nationale Bibliotheek van Polen: a0000002840418
- Nederlandse Thesaurus van Auteursnamen: 070438692
- SNAC: w6bm22s1
- Système universitaire de documentation: 032138288
- Trove: 1212992
- Virtual International Authority File: 13101113
- WorldCat: E39PBJvCWFj9HHMT3H9fw3xdQq